# Бляхарський Василь Володимирович
Бляхарський Василь Володимирович (нар. 12 червня 1983 року, Ізяслав, Шепетівський район, Хмельницька область, УРСР, СРСР) — колишній український футболіст, що грав на позиції півзахисника.

## Біографія
Вихованець шепетівської ДЮСШ «Пансіон», за яку грав до 1999 року, після чого рік тренувався у ЛДУФК, який виховав цілу низку видатних гравців радянського, а пізніше й українського футболу. У різні роки вихованцями училища були Баль, Рац, Гецко, Лужний, Шаран, Чигринський, Голодюк, Морозюк та інші.
У 2000 році розпочав кар'єру у дорослому футболі виступами за другу та третю команди львівських «Карпат», за які сумарно зіграв 78 матчів та відзначився 4 голами.
Першу половину сезону 2004/05 виступав за друголігову «Олександрію», вийшовши на поле у 3 матчах чемпіонату та у кубковому поєдинку проти київського «Арсеналу».
У зимове трансферне вікно приєднався до іншої команди Другої ліги ― рогатинський «Техно-Центр». Тоді у клубі грали деякі непогані гравці з досвідом виступів у вищому дивізіоні країни, такі як Любомир Вовчук, Юрій Мокрицький, Володимир Рацький, Володимир Салій та Василь Швед. За клуб зіграв 23 матчі, забив 4 м'ячі.
У наступному сезоні перейшов до ялтинського «Ялоса», за який зіграв 28 матчів у всіх турнірах та тричі забив у ворота суперника.
Сезон 2006/07 почав у «Кримтеплиці», за яку зіграв 16 матчів у Першій лізі та один матч у Кубку України проти харківського «Арсеналу», в якому був замінений на 64-й хвилині Віталієм Саранчуковим. Другу частину сезону грав за фарм-клуб «тепличників» ― «Спартак».
У 2007 році перейшов до фінського клубу «КайХа» із міста Каяані. Того року за клуб грало чимало українців, зокрема, Дмитро Гололобов, Андрій Гончар, Олександр Грищук, Сергій Жданов, Микита Омельянчук, Сергій Шахов та Іраклій Циколія. Також у команді було декілька представників Росії та Грузії. За КайХу Василь зіграв 11 матчів та забив шість голів.
У 2008 році гравець перейшов до клубу Вищої ліги Білорусі ― «Даріда» (Ждановичі). Зіграв за клуб 6 матчів, а після закінчення сезону 2008 року «Даріда» припинила своє існування.
Наприкінці 2008 року Бляхарський був заявлений за хмельницьке «Динамо», за яке зіграв два матчі у Другій лізі, проте вже на початку 2009 року продовжив кар'єру в аматорському клубі «Ліга» (Вишневе), у складі якого став бронзовим призером Київської області.
У сезоні 2009/10 грав за дніпродзержинську «Сталь». Дебютував за команду 24 жовтня 2009 року у матчі 14-го туру Другої ліги (група Б) проти «Іллічівця-2», на 70-й хвилині замінивши Євгена Гориславського. Всього за «сталеварів» зіграв 5 матчів.
Починаючи з 2010 року грав за аматорські клуби України, такі як «Зірка» (Київ), «Ліга» (Вишневе), «Путрівка», «Чайка» (Петропавлівська Борщагівка), «Діназ» (Вишгород), «Сокіл» (Михайлівка-Рубежівка) та «Полісся» (Ставки).
У 2023 році Василь Бляхарський розпочав свою карʼєру рибака.  Він став найкращим другом для своїх товаришів.  З ним відпочивали його найкращі друзі і він почав ловити карася, окуня, а особливо щуку. Василь Бляхарський найкращий рибак. За один день він ловив більше 100 риб

## Досягнення
- Бронзовий призер Другої ліги України (1): 2004/05
- Срібний призер чемпіонату України серед аматорів (1): 2011
- Володар Кубка України серед аматорів (1): 2013
- Срібний призер чемпіонату Київської області (5): 2012, 2013, 2014, 2015, 2016
- Бронзовий призер чемпіонату Київської області (1): 2009
- Володар Кубка Київської області (3): 2013, 2015, 2016[10][14]
- Фіналіст Кубка Київської області (1): 2012
- Володар Суперкубка Київської області (1): 2016[10][15]
- Список «33 найкращі» (Київська область) (6): 2009, 2011, 2012, 2013, 2014, 2015[16]
- Чемпіон Житомирської області (1): 2018[17][18]
- Володар Суперкубка Житомирської області (1): 2018[19]
- Чемпіон Меморіалу Щанова (1): 2015